# Два дня в долине
«Два дня в долине» (англ. 2 Days in the Valley) — фильм 1996 года режиссёра Джона Херцфелда. Фильм рассказывает о событиях, произошедших в течение 48 часов в жизни группы людей, которые сближаются друг с другом из-за убийства. Несколько параллельных сюжетных линий пересекаются друг с другом в фильме.

## Сюжет
Вступительная сюжетная линия связывает убийц Ли Вудса и Досмо Пиццо. Они убивают Роя Фокса, в то время как он лежит в постели, после чего усыпляют бывшую жену Роя, Бекки. На следующий день после этого Вудс убивает Пиццо, выстрелив в него. Затем Вудс взрывает свой автомобиль, чтобы подозрение пало на убитого. Вудс сбегает со своей подругой Хельгой.

## В ролях
- Дэнни Айелло — Досмо Пиццо
- Тери Хэтчер — Бекки Фокс
- Джефф Дэниэлс — Элвин Стрэйер
- Джеймс Спейдер — Ли Вудс
- Эрик Штольц — Уэс Тейлор
- Шарлиз Терон — Хельга Свелген
- Пол Мазурски — Тедди Пепперс
- Марша Мейсон — Одри Хоппер
- Гленн Хидли — Сьюзен Пэриш